# Заполярье (авиакомпания)
Заполя́рье — существовавшая в России авиакомпания.
Осуществляла регулярные рейсы и чартерные перевозки пассажиров из своего основного хаба в аэропорту Норильск-Алыкель в азиатской части Российской Федерации. Частично используется флот авиакомпании Россия в том числе самолеты Ту-154М. Использовала позывной Crimea Air, унаследованный от одноимённой компании.
В сентябре 2010 года сертификат компании был отозван, самолеты авиакомпании перестали заправлять в российских аэропортах.
5 марта 2011 авиакомпания в Норильске начала процедуру банкротства из-за неспособности выплатить долг около 150 млн рублей организации СочиАвиаИнвест.

## Флот
- Ан-26
- Ан-2
- Ан-3
- Ту-134А
- Ту-134Б B-1/B-2/M[3][4]
- Ан-12 — грузовой[5]

## Партнёры
- Аэрокузбасс (Новокузнецк)
- Ижавиа (Ижевск)
- Ямал (авиакомпания) (Салехард)
- Azur Air (Красноярск)
- Авичартер (Москва)[6]